# Iglesia Wilhelmina

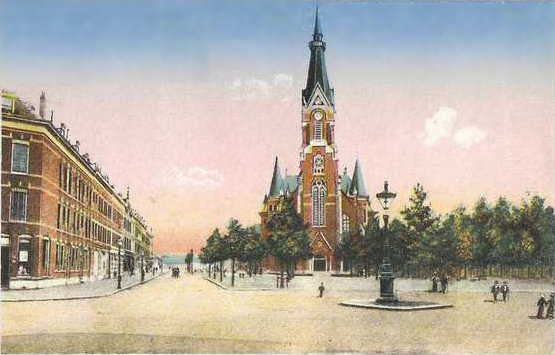
Antigua postal que muestra a la Iglesia en la Oranjeboomstraat

La Iglesia Wilhelmina (Wilhelminakerk en neerlandés, tdl. «Iglesia Guillermina») era una antigua iglesia protestante de la ciudad neerlandesa de Róterdam, construida a finales del siglo XIX como una nueva iglesia para el barrio de Feijenoord por parte de la entonces independiente Iglesia Reformada Neerlandesa. Fue demolida en los años 1970.

## Historia
Al igual que la posterior Iglesia de la Reina (Koninginnekerk en neerlandés) construida también en Róterdam, la construcción de la Wilhelmina fue posible gracias a una donación de las hermanas Van Dam. La inauguración del templo se produjo el 27 de noviembre de 1898.
Se trataba de una imponente iglesia con un gran salón central en la planta baja coronado con un alargado ábside cerrado de tres lados, ante el que se levantaba su característica torre frontal, flanqueada por dos torres de escaleras que llevaban a la planta principal. El ábside se proyectaba hacia el exterior mediante hastiales decorados por una serie de buhardillas. El interior contaba con galerías coronadas por un pretil destinado al coro tras un cancel. El edificio fue un ejemplo importante de innovación estilística en la construcción de iglesias protestantes alrededor de 1900, con fuerte influencia del eclecticismo, y también una obra importante del arquitecto B. Hooykaas Jr.
El órgano de la Iglesia fue obsequiado por un donante anónimo en 1901. Éste había sido construido entre 1900 y 1901 por el fabricante D.G. Steenkuyl de Ámsterdam. El instrumento tenía 1.482 tubos que producían 27 voces, además de contar con pedalera. Contaba con teclados tradicionales de acción mecánica y un par inferior que innovaba con el denominado «Sistema Barker», que ofrecía una mejora notable en la interpretación para el instrumentista. El sonido del órgano era considerado como excepcional para su época, caracterizada por la decadencia en la industria de construcción de estos instrumentos, siendo descrito como «fuerte» y «brillante».
La iglesia adquirió gran fama en los años de posguerra gracias a los conciertos del conocido organista y director Feike Asma, quien también dio indicaciones a lo largo de los años para mejoras que se fueron realizando al órgano de la iglesia. Además de Asma, fueron numerosos los intérpretes que dieron conciertos en la iglesia aprovechando la calidad del instrumento y de la acústica del edificio.
Debido a la caída en la asistencia de feligreses a la iglesia, esta fue clausurada en 1972 y demolida al año siguiente. Una gran parte de los tubos del órgano fueron adquiridos por la Iglesia Reformada de Veenendaal y para su utilización en el órgano de la Oude Kerk, ubicada en dicha ciudad.
También es bastante recordado su legado en el deporte de los Países Bajos, ya que el primer nombre con el que contó el club deportivo Feyenoord Rotterdam fue el de Wilhelmina en homenaje a la Iglesia, ya que practicaban deporte en la plaza ubicada frente a la misma.
Tanto la Iglesia Wilhelmina como la Iglesia de la Reina tenían capacidad para acoger a cerca de 1.600 feligreses.

## Galería

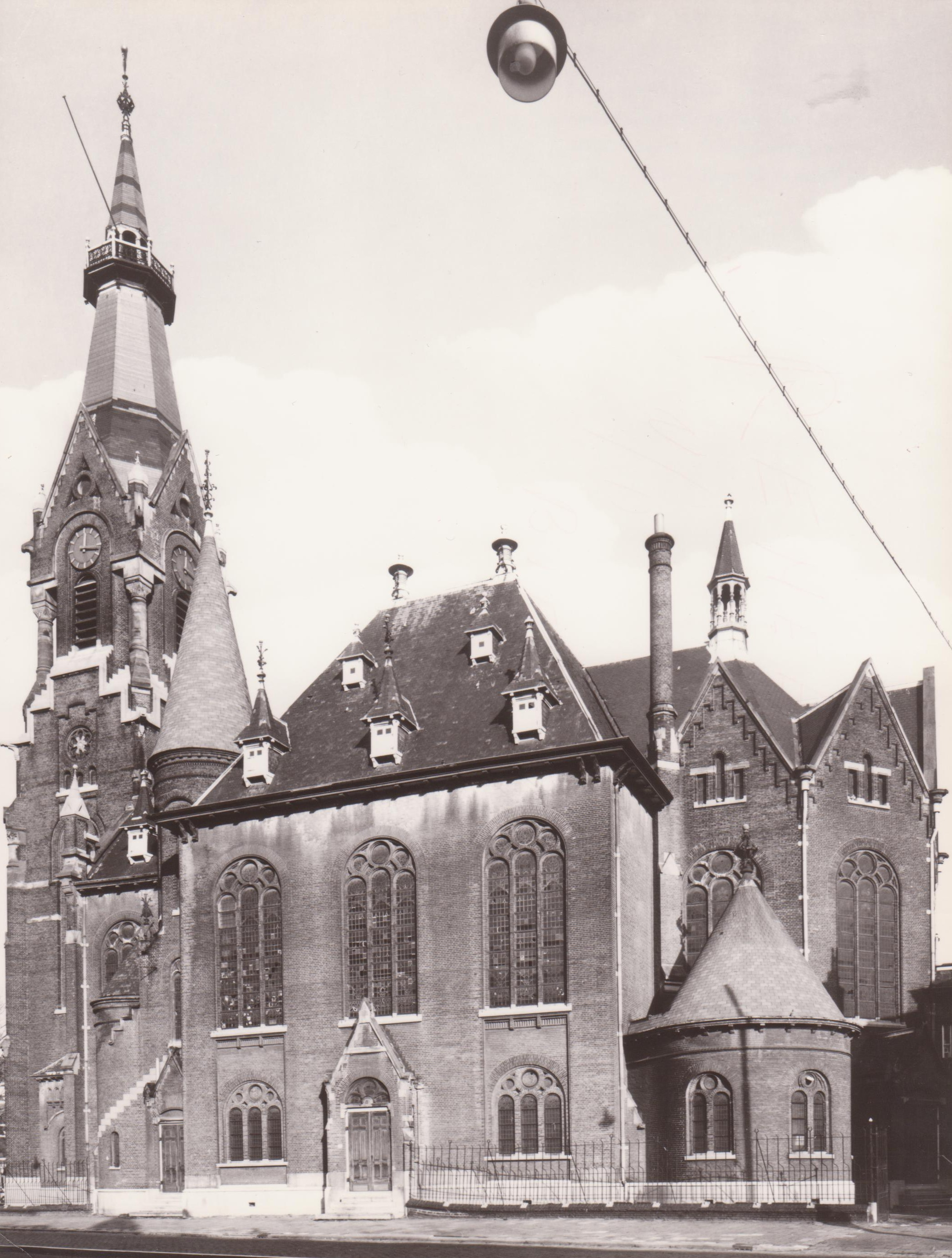
La iglesia en 1973.
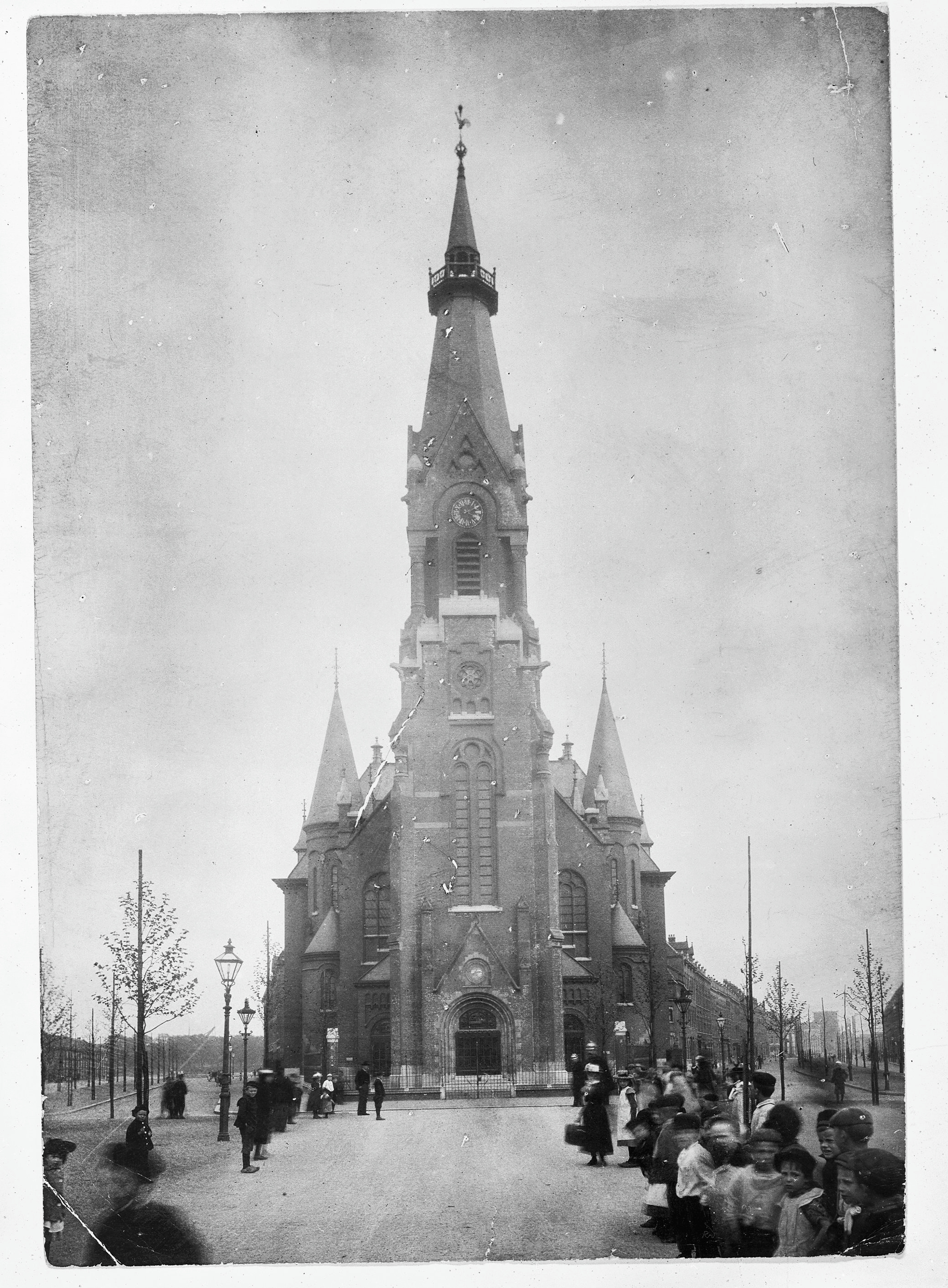
Vista de la torre frontal de la iglesia.